# Joueuse de luth
Joueuse de luth – ou en allemand Lautenspielerin – est un tableau réalisé par le peintre allemand August Macke en 1910. Cette huile sur toile de format vertical représente une jeune femme en costume traditionnel jouant du luth derrière un vase blanc aux fleurs orangées. Don de Nina Kandinsky en 1966, l'œuvre est conservée au musée national d'Art moderne, à Paris, en France.